# يوشيهيكو هارا
يوشيهيكو هارا (باليابانية: 原喜彦؛ بالكانا: はら よしひこ) هو مصارع رياضي ومدرس ياباني، ولد في 11 فبراير 1964 في نيغاتا في اليابان.

## وصلات خارجية
- يوشيهيكو هارا على موقع قاعدة بيانات المصارعة الدولية (الإنجليزية)
- يوشيهيكو هارا على موقع أوليمبيديا (الإنجليزية)